# Три карте за Холивуд
Три карте за Холивуд је српски филм снимљен 1993. године. Режирао га је Божидар Николић, а сценарио су написали Жељко Мијановић и Драгослав Бокан.
Jугословенска кинотека је у сарадњи са Вип мобајл и Центар филмом рестаурисала филм. Специјална пројекција је одржана 20. фебруара 2019. у свечаној сали Југословенске кинотеке.

## Радња
Прича о тројици дечака који опчињени магијом седме уметности одлучују да из своје забите варошице побегну, ништа мање, него право за Холивуд.
У исто време локални полицајац еуфорично организује дочек председника државе, а његови „строго контролисани” грађани под утиском драматичних догађаја око Кубе 1962. године, почињу да се деле на два табора, решена да истерају до краја оно што неће успети Хрушчов и Кенеди.

## Улоге
| Глумац                   | Улога                |
| ------------------------ | -------------------- |
| Бранислав Лечић          | Гаврило Милентијевић |
| Богдан Диклић            | Живадин Т. Грујић    |
| Љубиша Самарџић          | Лимијер              |
| Неда Арнерић             | Наталија             |
| Велимир Бата Живојиновић | Мргуд                |
| Бранислав Цига Јеринић   | Спасоје              |
| Весна Станојевић         | Ружа                 |
| Драган Николић           | Алдо                 |
| Лидија Плетл             | Мери                 |
| Слободан Ћустић          | Никола               |
| Весна Чипчић             | учитељица            |
| Милутин Караџић          | Глобус               |
| Данило Лазовић           | Брица                |
| Петар Банићевић          | Тимошенко            |
| Душан Јанићијевић        | поштар               |
| Јосиф Татић              | Бошко                |
| Предраг Милинковић       | Марко                |
| Стојан Аранђеловић       | носач                |
| Данило Бата Стојковић    | ратни ветеран        |
| Наташа Нинковић          | Луција               |
| Данило Николић           | Коста                |
| Зен Давид Бојић          | Чарли                |
| Милош Кодемо             | Питер                |
| Михаило Котарац          | Глобусов син         |
| Оливера Викторовић       | келнерица            |
| Славка Јеринић           | баба са козом        |
| Милан Сретеновић         | редар Милисав        |
| Петар Лупа               | старац               |
| Миња Војводић            | слово Д              |
| Владан Живковић          | шеф станице          |
| Рас Растодер             | оштрач ножева        |
| Ђуро Лазић               | затвореник 1         |
| Слободан Савић           | затвореник 2         |
| Радован Видић            | затвореник ковач     |

## Награде
- Палић: Награда за камеру
- Херцег Нови: Сребрна мимоза – Божидар Николић, награда публике за најбољи филм
- Ниш: Награда за мушку улогу – Бранислав Јеринић, награда за женску улогу – Неда Арнерић
- Нови Сад: Сребрна арена за филм
- Гуча: Награда за најбољи филм

## Међународни фестивали
- Филмски фестивал у Москви